# Bahmanisultanatet

Bahmanisultanatet år 1470

Bahmanisultanatet eller Bahmanidynastin, var ett självständigt rike på Deccan i södra Indien från 1347 till 1518, när det krossades av mogulriket. Riket uppstod efter ett uppror av den muslimska adeln i Indien mot delhisultanen Muhammad ibn Tughluq 1345.
Grundare och förste sultan var Alauddin Bahman Shah och rikets huvudstad var Ahsanabad till 1425, när sultanen flyttade till Muhammadabad (Bidar). På höjden av sin makt stod sultanatet 1466-1481, när Mahmud Gawan var storvesir (chefsminister).